# Rozhledna Trchovnica
Rozhledna Trchovnica, slovensky rozhľadňa Trchovnica, je rozhledna nad vesnicí Oravská Polhora v okrese Námestovo v severním Slovensku. Geograficky se nachází v geomorfologickém celku/brázdě Podbeskydská brázda (součást provincie Západní Karpaty) v Žilinském kraji.

## Další informace
Rozhledna Trchovnica byla postavena v roce 2019 v nadmořské výšce 731 m. Nachází se u silnice z Oravské Polhory do rekreační oblasti Slaná voda. Spodní část je postavená z betonu a horní část ze dřeva. Rozhledna je zastřešená, má vnitřní schodiště a dvě vyhlídková patra. Horní vyhlídkové patro je ve výšce cca 10 m a celková výška rozhledny je 16 m. Rozhledna je celoročně volně přístupná a vedle ní je malé parkoviště s lavičkami. Výhled z rozhledny nabízí pohled na Babiu horu, Oravskú priehradu, Roháče, Pilsko, Podbeskydskou brázdu a za vhodného počasí i na vzdálené Vysoké Tatry

## Galerie

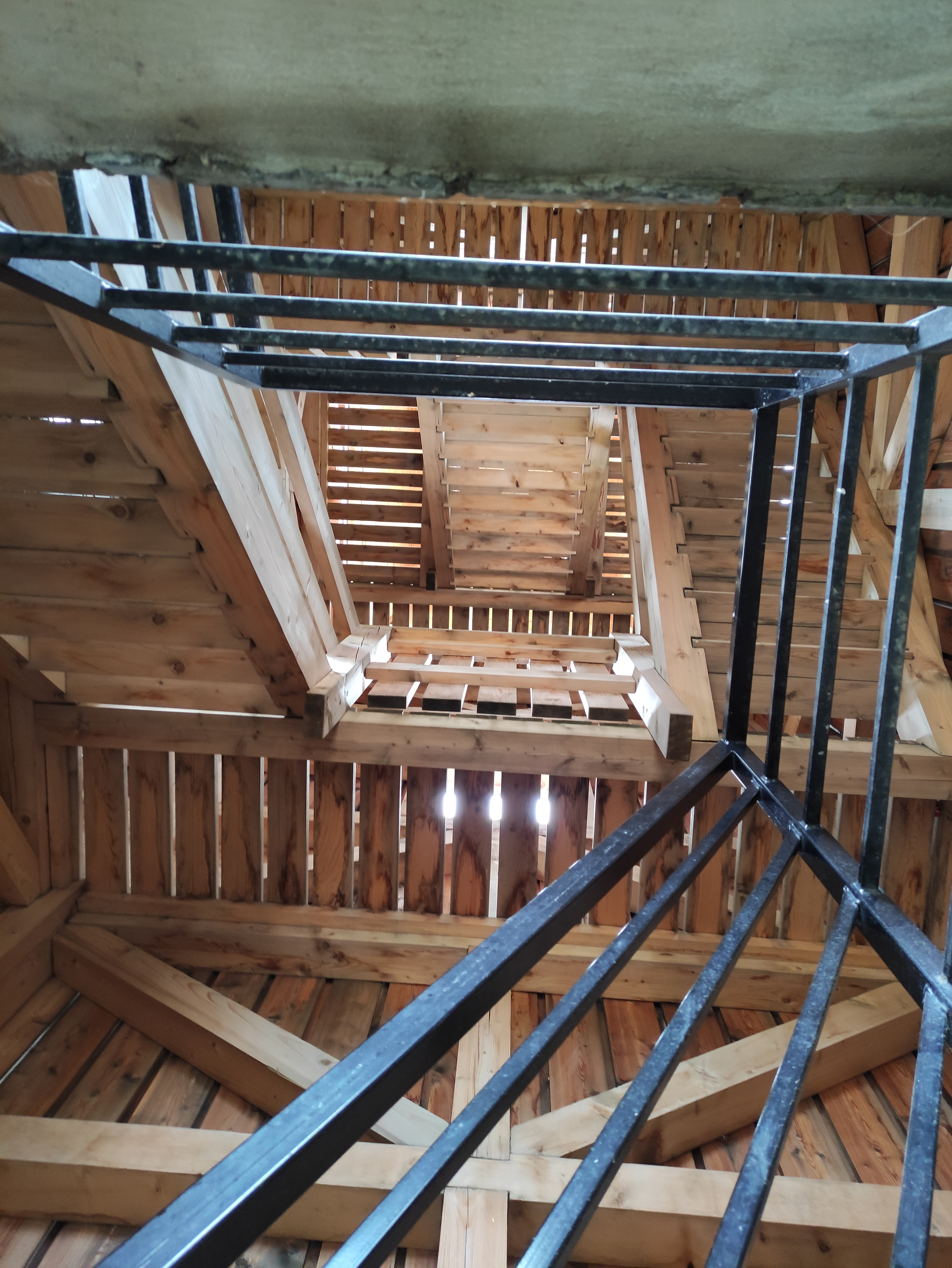
Uvnitř rozhledny
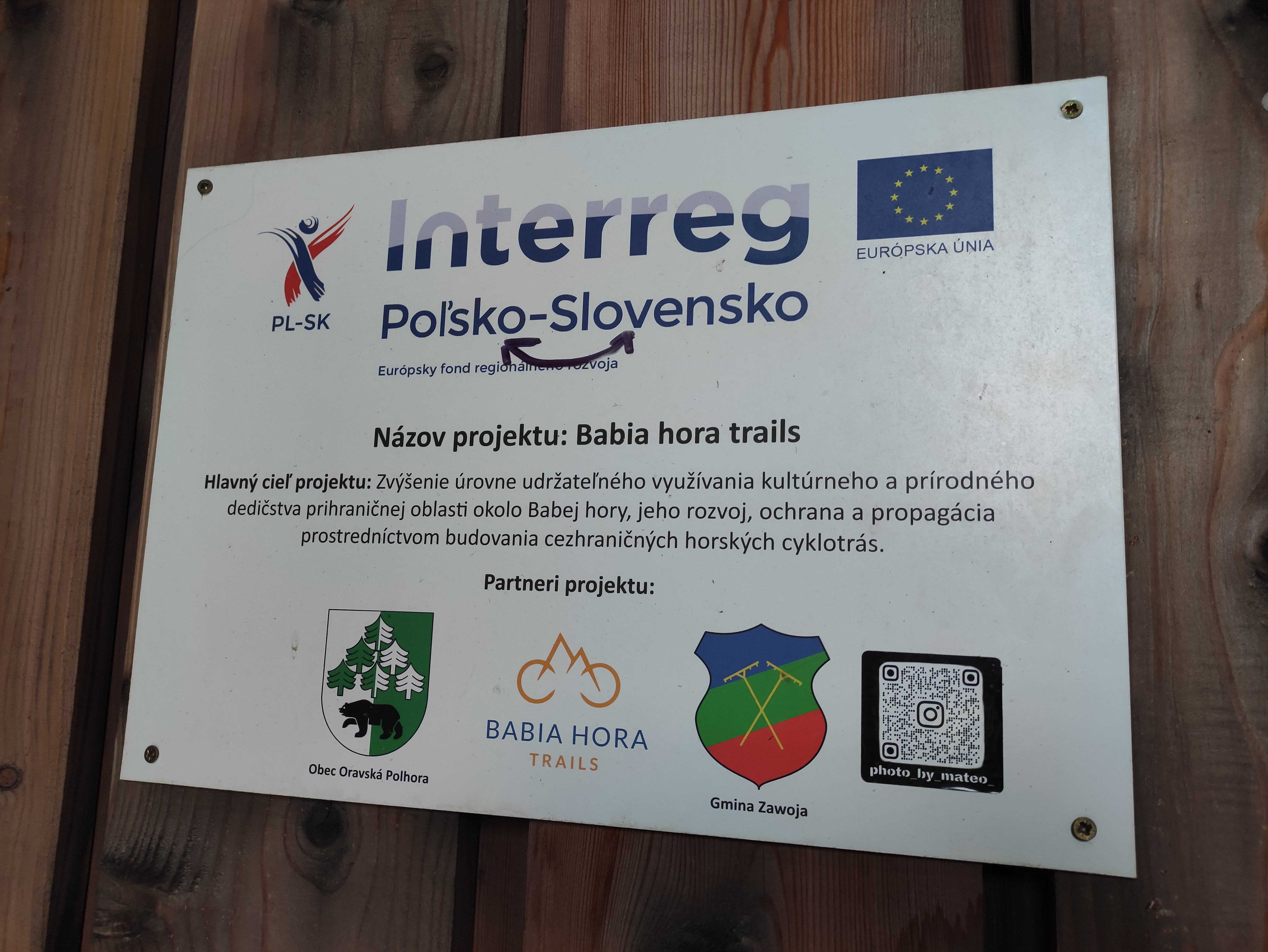
Informace o rozhledně
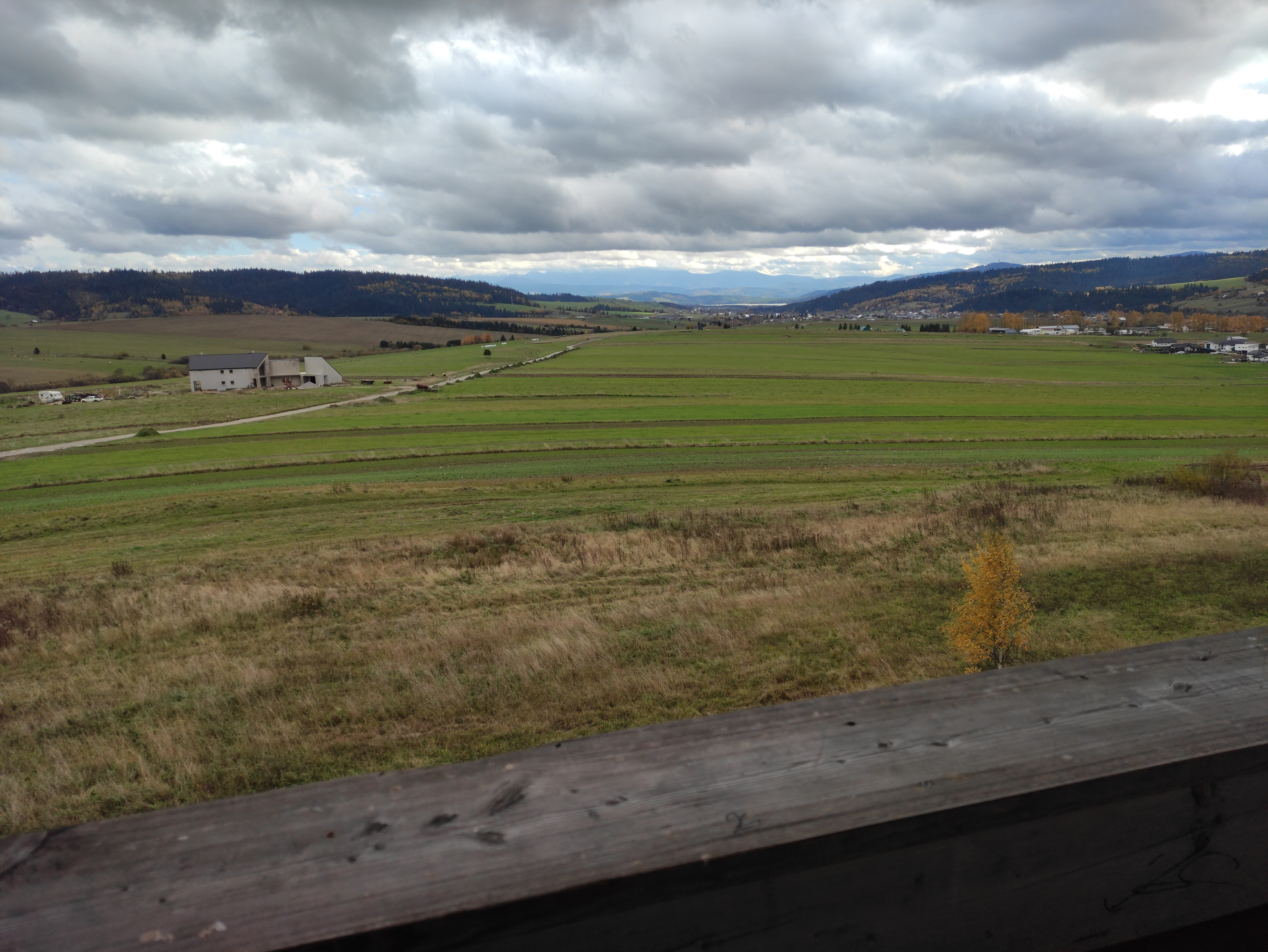
Vyhlídka z rozhledny